# Мабодамака
Мабодамака (исп.  Cacique Mabodamaca) — выдающийся легендарный касик Таино XV-XVI века, деятель сопротивления европейским захватчикам ранней истории Пуэрто-Рико.

## Биография
Во время индейских войн в Пуэрто-Рико в XVI веке территория касика (вождя) Мабодомака, известная как Гуахатака (что означает «ковш с водой»), простиралась до нынешних регионов Исабелы, Кебрадильяс и Камуи.
Вождь таино был удостоен его народом большой честью — привилегией носить золотой кулон, называемый гуани, который сразу же выделял его как лидера среди людей. Местная легенда гласит, что во время продолжающейся Испано-таинской войне с захватчиками касике Мабодомака увёл своих людей вверх по реке Гуахатака, и они исчезли в центральном горном хребте Пуэрто-Рико, в то время как в другом сообщении утверждается, что касик Мабодомака погиб в битве, а в другом — что он упал со скалы в реку, где его золотой кулон ещё может быть найден. Независимо от того, как он на самом деле умер, судя по всему, касик Мабодомака жил жизнью храбреца и самопожертвования ради своего народа, бесстрашно сражаясь, чтобы сохранить свой образ жизни и свою безопасность, которые находились под угрозой со стороны европейских захватчиков.

## Память
- Касику в 2002 году установлен памятник в Исабеле, Пуэрто-Рико.
- Дорога, соединяющая Исабелу и Кебрадильяс, была в его честь переименована в «Авенида Касике Мабодомака».
- Заповедник Мабодамака.
- В память о жизни Касика Мабодомаки и учитывая влияние, которое он оказал на своих людей, была основана некоммерческая организация Mabodamaca Corporation. Среди прочего, Mabodamaca Corporation стремится улучшить осведомлённость об исторической, культурной и социальной ответственности за сохранение наследия людей, которые были коренными жителями этой земли, чья кровь была пролита в её защиту, а также поощряет максимальное культурное развитие людей Таино.